# Gervais Banshimiyubusa
Gervais Banshimiyubusa, né le 9 septembre 1952 à Gisuru, est un prélat catholique burundais, archevêque de Bujumbura depuis 2018. 

## Biographie
Ordonné prêtre en 1981, il est nommé évêque coadjuteur de Ngozi le 10 mai 2000. Il succède à Stanislas Kaburungu le 14 décembre 2002,. Il est de 2011 au 10 mai 2017 le président de la Conférence des évêques catholiques du Burundi.
Le 24 mars 2018, il est nommé archevêque de Bujumbura. Il garde cependant la responsabilité du diocèse de Ngozi en tant qu’administrateur apostolique jusqu’au 25 janvier 2020, lorsque le diocèse est confié à Georges Bizimana (de).